# Ухтанга (река)

Ухтанга — река в России, протекает в Тотемском районе Вологодской области. Устье реки находится в 294 км по левому берегу реки Сухона. Длина реки составляет 16 км.
Исток находится в болотах в 25 км к юго-западу от Тотьмы. Ухтанга течёт на восток через заболоченные леса. Населённых пунктов на реке нет, за исключением деревни Ухтанга, стоящей при впадении Ухтанги в Сухону.

## Данные водного реестра
По данным государственного водного реестра России относится к Двинско-Печорскому бассейновому округу, водохозяйственный участок реки — Северная Двина от начала реки до впадения реки Вычегда, без рек Юг и Сухона (от истока до Кубенского гидроузла), речной подбассейн реки — Сухона. Речной бассейн реки — Северная Двина.
По данным геоинформационной системы водохозяйственного районирования территории РФ, подготовленной Федеральным агентством водных ресурсов: 
- Код водного объекта в государственном водном реестре — 03020100312103000007995
- Код по гидрологической изученности (ГИ) — 103000799
- Код бассейна — 03.02.01.003
- Номер тома по ГИ — 03
- Выпуск по ГИ — 0